# Darfeke
Darfeke är en sjö i Åre kommun i Jämtland och ingår i Nean-Vapstälvens kustområde. Darfeke ligger i Skäckerfjällen Natura 2000-område.